# Wasilij Arsienow
Wasilij Fiodorowicz Arsienow, ros. Василий Федорович Арсенов (ur. ?, zm. po 14 marca 1952 r. w ZSRR) – radziecki wojskowy, agent-prowokator Abwehry, współpracownik Abwehrgruppe-107, zastępca szefa jednego z oddziałów sztabu Głównego Zarządu Wojsk Kozackich podczas II wojny światowej.
Po ataku wojsk niemieckich na ZSRR 22 czerwca 1941 r., służył w Armii Czerwonej. Prawdopodobnie pod koniec 1941 r. dostał się do niewoli niemieckiej. Osadzono go w obozie jenieckim w Orle. Po pewnym czasie został zwerbowany jako agent-prowokator do służby dla Abwehry przez dowódcę Abwehrgruppe-107. Przeszedł przeszkolenie w jednej ze szkół wywiadowczych. Latem 1942 r. jako b. wywiadowca Frontu Briańskiego Dmitrij Michajłowicz Szestiakow wszedł w skład konspiracyjnej organizacji sowieckiej „Riewkom”, która powstała w Orle w celu przygotowania zbrojnego wystąpienia przeciwko Niemcom. Dzięki jego działalności prowokacyjnej organizacja została rozbita przez SD na początku lutego 1943 r. Wasilij F. Arsienow otrzymał w nagrodę stopień porucznika Wehrmachtu. Objął jednocześnie funkcję zastępcy szefa komórki śledczej antypartyzanckiego oddziału do zadań specjalnych Tajnej Policji Polowej, rozmieszczonego w jednej z fabryk w Orle. Uczestniczył w przesłuchaniach i rozstrzeliwaniu schwytanych partyzantów i osób im pomagających. W kwietniu 1943 r. skierowano go do wsi Łokock, gdzie stacjonowała część Abwehrgruppe-107. Utworzył pododdział operacyjno-śledczy do walki z partyzantami i sowieckim wywiadem. Jesienią 1943 r. został odkomenderowany do szkoły wywiadowczej Abwehry na Pomorzu, po ukończeniu której przydzielono go do ochrony zakładów Herman-Göring-Werke w austriackim Linzu. W 1944 r. wszedł w skład Głównego Zarządu Wojsk Kozackich w Berlinie jako zastępca szefa jednego z oddziałów sztabu. Kapitulacja Niemiec 8/9 maja 1945 r. zastała W. F. Arsienowa w Austrii. Poddał się Brytyjczykom, trafił do obozu jenieckiego, po czym został wydany Sowietom. Udało mu się zbiec z wagonu kolejowego na terytorium Rumunii, gdzie ukrywał się pod fałszywym nazwiskiem Porfirij Michajłow. Znalazł na krótko pracę w magazynach zaopatrzeniowych Armii Czerwonej. Następnie przedostał się do Austrii jako obywatel rumuński Lukian Deosescu, ale w 1946 r. został tam aresztowany przez funkcjonariuszy Smiersza. 16 grudnia 1947 r. po procesie skazano go na karę 10 lat łagrów. Jednakże 14 marca 1952 r. zamieniono ją na karę śmierci, którą wkrótce wykonano.